# Club de Yates de Mónaco
El Club de Yates de Mónaco (YCM por las iniciales de su nombre oficial, Yacht Club de Monaco) es un club náutico ubicado en Mónaco. 

## Historia
Fue fundado en 1888 por Alberto I como Société des Régates para organizar regatas de vela y remo. En 1953 Raniero III divide el club en dos entidades diferentes, el Yacht Club de Monaco, dedicado a la vela, y la Société Nautique de Monaco dedicada al remo.
En 2014 inauguró su nueva sede social, obra del arquitecto Norman Foster.

## Regatas
La primera regata importante que organizó fue el campeonato del mundo de la clase Snipe en 1953, y posteriormente organizó los campeonatos del mediterráneo de Star, en 1959, y de Laser, en 1984, y el campeonato de Europa de J/24 en 1993 y de Star en 1996.  

## Deportistas
Yvan Bourgnon ganó la Transat Québec–Saint-Malo en 1992. Peter de Ridder, con el Mean Machine, ganó la Copa de Francia en 2004.   